# We Fell in Love in October
"We Fell in Love in October" (često stiliziran malim slovima) nealbumski je singl norveške indie rock kantautorice Girl in Red (Marie Ulven). Pjesma je objavljena 21. studenog 2018. u dvostrukom singlu s pjesmom "Forget Her". Pjesma je zauzela 14. mjesto na ljestvici US Hot Rock Songs listopada 2019.

## Tekst
Prema Marie Ulven, pjesma je o prvoj djevojci s kojom je bila u vezi.

## Popis pjesama
| Br. | Skladba                      | Trajanje |
| --- | ---------------------------- | -------- |
| 1.  | »We Fell in Love in October« | 3:04     |
| 2.  | »Forget Her«                 | 2:23     |

## Zasluge i osoblje
Zasluge prilagođene Tidalu:
- Marie Ulven – producentica, skladateljica, tekstopisac

## Ljestvice
| Ljestvica (2019.)              | Pozicija |
| ------------------------------ | -------- |
| US Hot Rocks Songs (Billboard) | 14       |

## Vanjske poveznice
- Službeni glazbeni spot na YouTubeu